# Breznica (Chorwacja)
Breznica – wieś w Chorwacji, w żupanii varażdińskiej, siedziba gminy Breznica. W 2011 roku liczyła 814 mieszkańców.